# Skatopia
Skatopia - prywatny skatepark mieszczący się w Rutland, Ohio. Znajduje się tutaj Muzeum Historii Skateboardu, w której znajduje się ponad 12 000 deskorolek od początku tego sportu w 1960. 
Jedynym warunkiem aby móc przebywać w Skatopii jest przepracowanie jednej godziny na cele skateparku. Skatopia występowała w jednym z odcinków Viva la Bam oraz w grze komputerowej Tony Hawk's Underground 2, gdzie stanowiła jeden z poziomów. Z powodu potrzeb finansowych firma Draven wyprodukowała buty o nazwie "Skatopia". 